# Ramanayyapeta
Ramanayyapeta är en ort i Indien.   Den ligger i distriktet East Godāvari och delstaten Andhra Pradesh, i den sydöstra delen av landet, 1 400 km söder om huvudstaden New Delhi. Ramanayyapeta ligger 7 meter över havet och antalet invånare är 22 323.
Terrängen runt Ramanayyapeta är mycket platt. Havet är nära Ramanayyapeta åt sydost. Runt Ramanayyapeta är det tätbefolkat, med 266 invånare per kvadratkilometer. Närmaste större samhälle är Kakinada, 1,7 km norr om Ramanayyapeta. Trakten runt Ramanayyapeta består till största delen av jordbruksmark.